# Lapos keszeg
A lapos keszeg (Abramis ballerus) a csontos halak (Osteichthyes) főosztályába a sugarasúszójú halak (Actinopterygii) osztályába a pontyalakúak (Cypriniformes) rendjébe és a pontyfélék (Cyprinidae) családjába tartozó faj.

## Egyéb elnevezései
balinkeszeg, baszárkeszeg, cápakeszeg, lánakeszeg, lannakeszeg, lapos dévérkeszeg, szalmán telelt

## Előfordulása
Hazánkban, a nagyobb folyókban, a velük összeköttetésben álló holtágakban, duzzasztott részeken, valamint a Balatonban találkozhatunk vele.
Ha szélesebbre nyitjuk a térképet, akkor Európa középső, és keleti része az ő hazája. Az Északi-, Balti-, Azovi-, Fekete-, Kaszpi-tenger északi részébe ömlő folyók vízrendszerében, az Elbától az Ural folyóig, a Dunában egészen Bajorországig megtalálhatjuk. Az északi népeknél csak Svédország, és Finnország déli részén örülhetnek jelenlétének.

## Leírása, ismertetőjegyei
Teste oldalról erősen lapított, háta magas. Feje a testéhez képest kicsi.
Elsősorban hegyes orra, és felső állású szája segít megkülönböztetni a bagoly keszegtől. Pikkelyei egészen aprók, egész testét egyenletesen borítják be. Az összes keszegféle közül ő büszkélkedhet a legnagyobb pikkelyszámmal. Az oldalvonal pikkelyeinek száma 66-73. (Aki nem hiszi, számoljon utána.) Háta sötétkékes, oldala ezüstösen fehér, míg hasa sárgásfehér, esetleg enyhén vörhenyes. A páros úszói (mell, hasúszók) halványsárgák, míg páratlan úszói (hát, farok, farok alatti) világos szürkék, ám mindkettőt fekete szegély keretezi. Farok alatti úszója feltűnően hosszú.

## Mérete
Termetét tekintve nem egy óriás. Nálunk a 35 cm-es testhosszal fél kg-ot érhet el. Ez azt is jelenti, hogy lassan növő hallal van dolgunk. Az első évben 6–8 cm, a másodikban 10–12 cm, míg életének ötödik évében 25–30 cm-es hosszúságot érhet el.

## Életmódja
Az év nagy részét a folyóvízi állománya az alsó szakaszokon, vagy a csendesebb öblökben tölti. Télen nem találkozhatunk vele. Ilyenkor a mélyebb részekre húzódik, és várja a tavasz közeledtét. Ha ez elérkezett nagy csapatokban vonul a folyók felső szakaszai által elöntött területekre, hogy megkezdje nászát. Tavakon egyedül ilyenkor tartózkodik part közelben, egyébként nyíltvízi hal.

## Szaporodása
A nászra már hároméves korában képes, de mostoha körülmények között ez az idő 5-6 évre is kitolódhat. Nálunk április végétől június elejéig tart a nász. A lerakott 20-70. 000 ragadós ikrából 12 nap alatt kelnek ki az állomány jövőjét jelentő lárvák.

## Táplálkozása
Lárva kortól jellemzően planktonokat fogyaszt. A felnőtt lapos keszegek azért elcsábulnak a vízre hulló rovarokra, lebegő szerves anyagokra. Elsősorban vízközt szerzi táplálékát.

## Halászati értéke
A húsa rettentő szálkás. Külföldön főleg szárított hal formájában fejezheti be földi pályafutását.

## Horgászati szabályozás
Magyarországon tilalom alá nem esik.